# La Norma
Pour les articles homonymes, voir La Norma (sommet) et Norma.
La Norma est une station de sports d'hiver française située en majeure partie sur la commune de Villarodin-Bourget dans le département de la Savoie en région Auvergne-Rhône-Alpes.
Perchée à 1 350 mètres d'altitude sur un flanc sud de la vallée de la Haute-Maurienne dans la zone périphérique du parc national de la Vanoise, la station de la Norma est gérée par la communauté de communes Terra Modana depuis 2014.

## Géographie

### Localisation

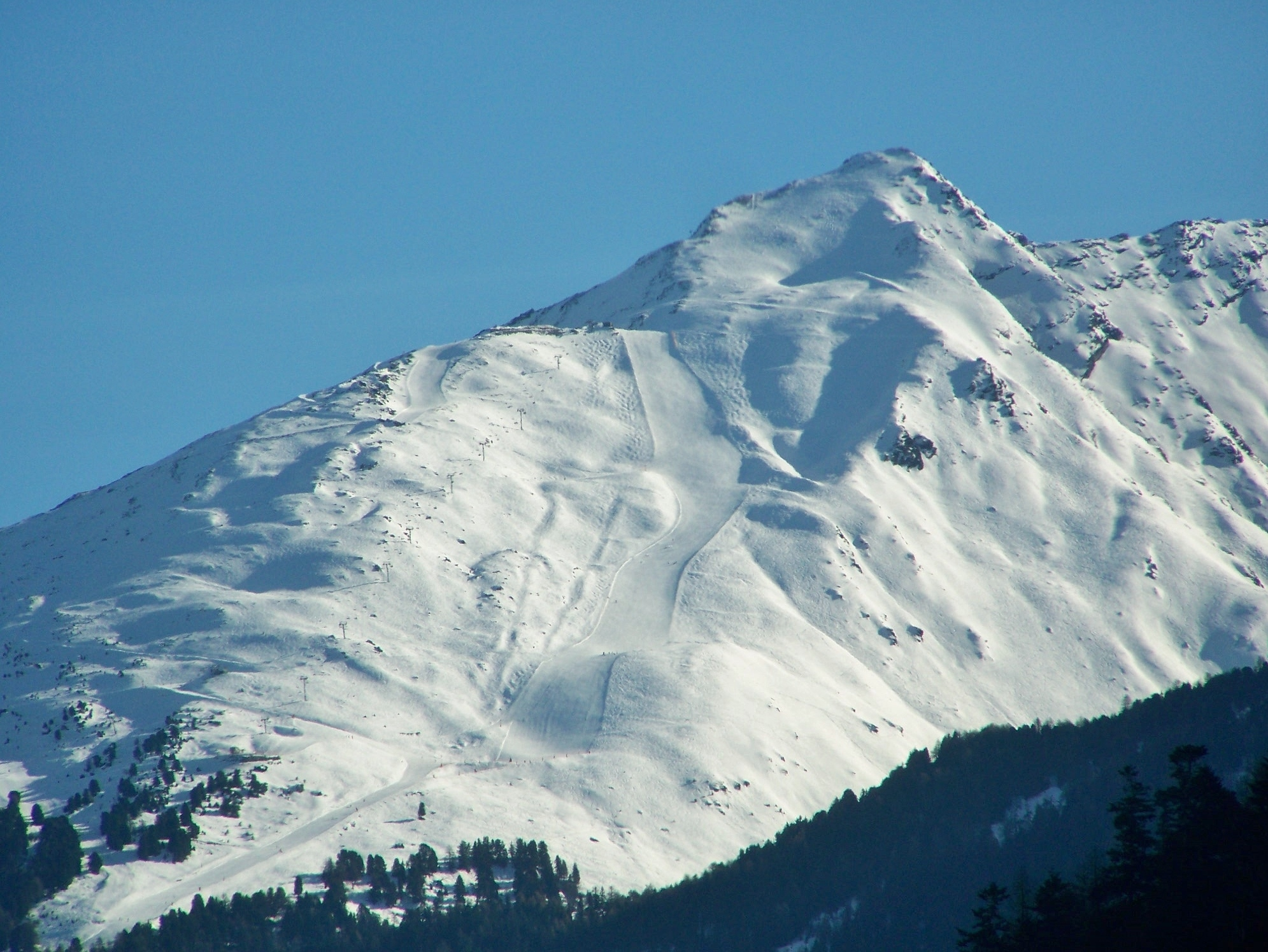
Vue de la pointe de la Norma (2922 m) et la piste Norma II au sommet de la station.

Le domaine skiable de la station de la Norma est situé dans le massif du Mont-Cenis sur les communes de Villarodin-Bourget et d'Avrieux au sud-est du département de la Savoie.
La station culmine à 1 350 mètres d'altitude et le domaine s'élève jusqu'à 2 750 m au sommet de la piste noire Norma II, en contrebas de la pointe de la Norma (2 922 m). Les 700 hectares de superficie du domaine sont situés sur le versant nord de la pointe, mais se présentent sur deux versants, nord-ouest et nord-est. Le versant nord-ouest est accessible par la télécabine du Mélezet (sommet de la station à 2 750 m) et le versant nord-est par le télésiège de la Repose (sommet à 2 500 m), lesquels sont reliés par des pistes-routes.
La quasi-totalité du domaine skiable est situé sur la commune de Villarodin-Bourget, celle d'Avrieux ne comptant que des segments des pistes de Sainte-Anne, de l’Arlette et du Clôt. Il est traversé en son centre par le ruisseau de Saint-Joseph (se jetant dans l'Arc en amont de Modane) et est également cerné par le ruisseau de Saint-Antoine à l'ouest (se jetant dans l'Arc à Modane) et le ruisseau (Nant) Sainte-Anne à l'est (se jetant dans l'Arc en amont d'Avrieux).

## Accès à la station

### En voiture
L'accès à la station de la Norma s'effectue par la route départementale 214 qui débute à l’intersection de la route départementale 1006 (ancienne route nationale 6) arrivant de Modane à l'ouest et du col du Mont-Cenis à l'est.
La station est située à 350 m de dénivelé par rapport à la ville de fond de vallée, Modane, la RD 214 menant à la station parcourt ainsi 2 km et compte une demi-douzaine de virages en lacets.
Le cœur de la station est en outre entièrement piéton, un parking couvert existant à l’entrée pour y faire stationner les véhicules.

### En train
La station est accessible en navette depuis la gare de Modane.

## Nom de la station
La station tire son nom de la pointe sur laquelle est implanté le domaine skiable : la pointe de La Norma qui culmine à 2 922 mètres d'altitude. Elle tire probablement son nom du mot latin "norma" qui signifie "équerre" ou "règle". En effet, lorsque la montagne est vue depuis Aussois, elle ressemble à un triangle ou encore une équerre.

## Historique
Station intégrée aménagée à partir de 1971, la station de La Norma a été créée sur un vaste plateau arboré.
Depuis 2018, La Norma partage un seul forfait commun avec la station voisine, Valfréjus, accessible elle aussi depuis Modane.
A l'occasion des 50 ans de la Norma, un film a été présenté le 17 décembre 2022 à la Maison de la Norma, puis au cinéma "Le Grand Air". Il retrace les 50 ans de la station, de sa création jusqu'à fin 2022.

## La station

### Promotion et positionnement
La station a obtenu plusieurs labels « Station Club » et « Nouvelles glisses ».

### La station

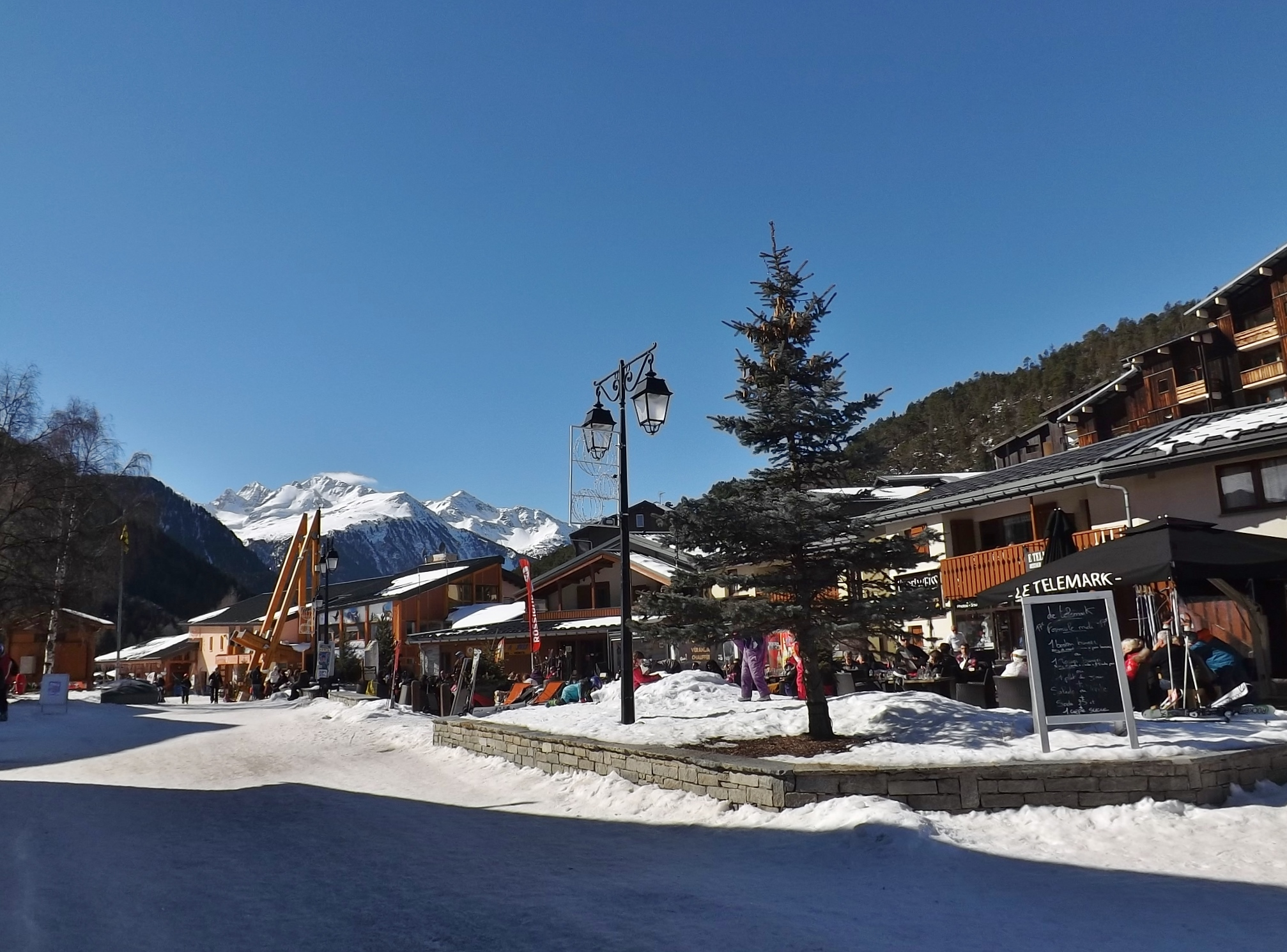
Centre du village.

La station s'articule autour d'un village de maisons où se concentrent les commerces. Les autres constructions, qui ne dépassent pas 5 étages, présentent des bardages en bois sombre ou en pierres afin de mieux insérer les immeubles dans leur environnement. De même, l'alignement des bâtiments épouse l'alignement du relief.
En périphérie du village, le quartier des « chalets hollandais », composé d'environ 80 chalets couverts de bois, s'enfonce dans la forêt. De taille humaine, la Norma est une véritable station familiale. Le village est d'ailleurs interdit aux voitures.

### Hébergement et restauration
En 2014, la capacité d'accueil de la station, estimée par l'organisme Savoie-Mont-Blanc, est de 5 487 lits touristiques répartis dans 871 établissements. Les hébergements se répartissent comme suit : 63 meublés ; 3 résidences de tourisme ; 1 hôtel ; 3 structures d'hôtellerie de plein air et 1 village de vacances.
La station dispose de 11 points de restauration, du simple snack à une cuisine locale raffinée

## Domaine skiable et gestion

### Le domaine

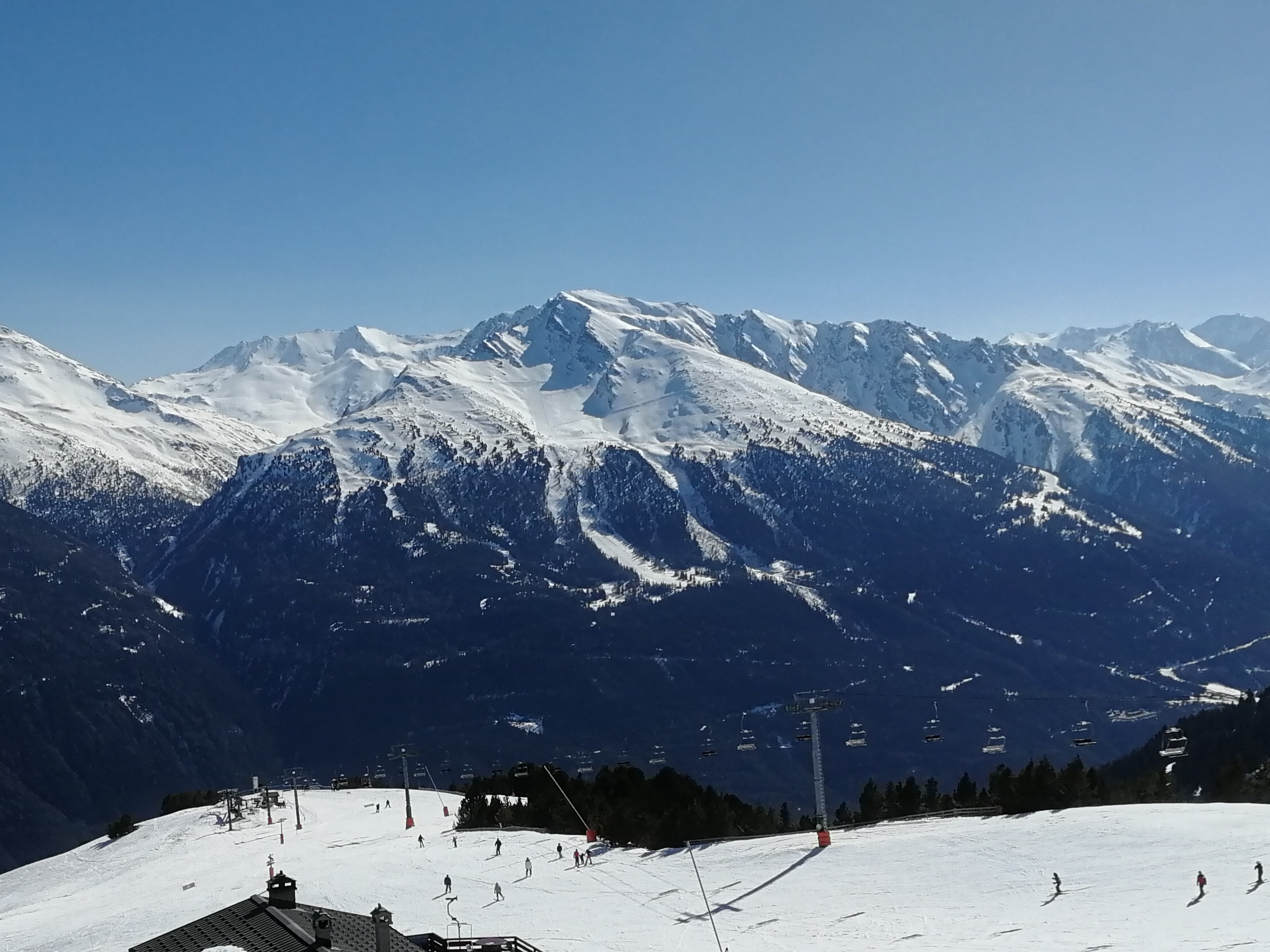
La station de la Norma vue depuis celle d'Aussois sur l'autre versant de la vallée de la Maurienne.

Dominé par la pointe de la Norma, culminant à 2 917 m, le domaine skiable s'étend sur 700 hectares, entre 1 350  et   2 750 m, et compte 65 km de pistes (700 ha.), généralement entourées de sapins ou de mélèzes. Le dénivelé maximal est de 1 400 m.
La station est équipée de 13 remontées mécaniques (1 télécabine, 1 télésiège débrayable, 5 télésièges, 5 téléskis et 1 télécorde) et de 27 pistes (2 noires, 10 rouges, 6 bleues, 7 vertes), dont une est éclairée pour permettre la pratique du ski nocturne. Une partie des pistes est constituée de longues pistes étroites servant de liaison entre les sous-domaines, ou permettant de relier le pied du domaine (de fait des routes forestières enneigées). La piste noire des Arcosses n'est pas damée, et nécessite de faire attention à la végétation qui pousse et est visible lorsque le niveau d'enneigement naturel est faible. Sur la partie sommitale du domaine, il est possible de pratiquer le ski freeride sur les pentes non boisées, notamment en dessous de la ligne du télésiège 4-places Norma II.
L'enneigement naturel de la station est complété par 160 enneigeurs (données 2022) permettant de couvrir plus de 80 % du domaine skiable.
Il est possible de pratiquer la luge sur une courte piste de 0,4 km directement au centre de la station.

### Les remontées mécaniques
Depuis la station, les deux remontées mécaniques les plus modernes permettent de rejoindre le domaine d'altitude. Un télésiège 4-places débrayable, construit en 1984 et rénové entièrement en 2013, part en direction du Plateau de la Repose à 1 815 m d'altitude. Une télécabine doté de cabines 10-places, construit en 2022, part quant à lui en direction du deuxième sous-domaine et arrive à 2 000 m d'altitude. De là partent quelques courts téléskis et des télésièges à pince fixes très récents. Les arrivées des télésièges du Clot et de Norma II culminent à respectivement 2 486  et   2 726 m d'altitude.
La station est membre d'un regroupement de stations de ski, au travers de l'offre « Espace Haute Maurienne Vanoise » (anciennement « Eski-Mo »). Il compte 5 stations reliées entre elles par bus, à savoir Valfréjus, Aussois, La Norma, Val Cenis Vanoise et Bonneval-sur-Arc, et compte au total près de 300 km de pistes.

## Patrimoine

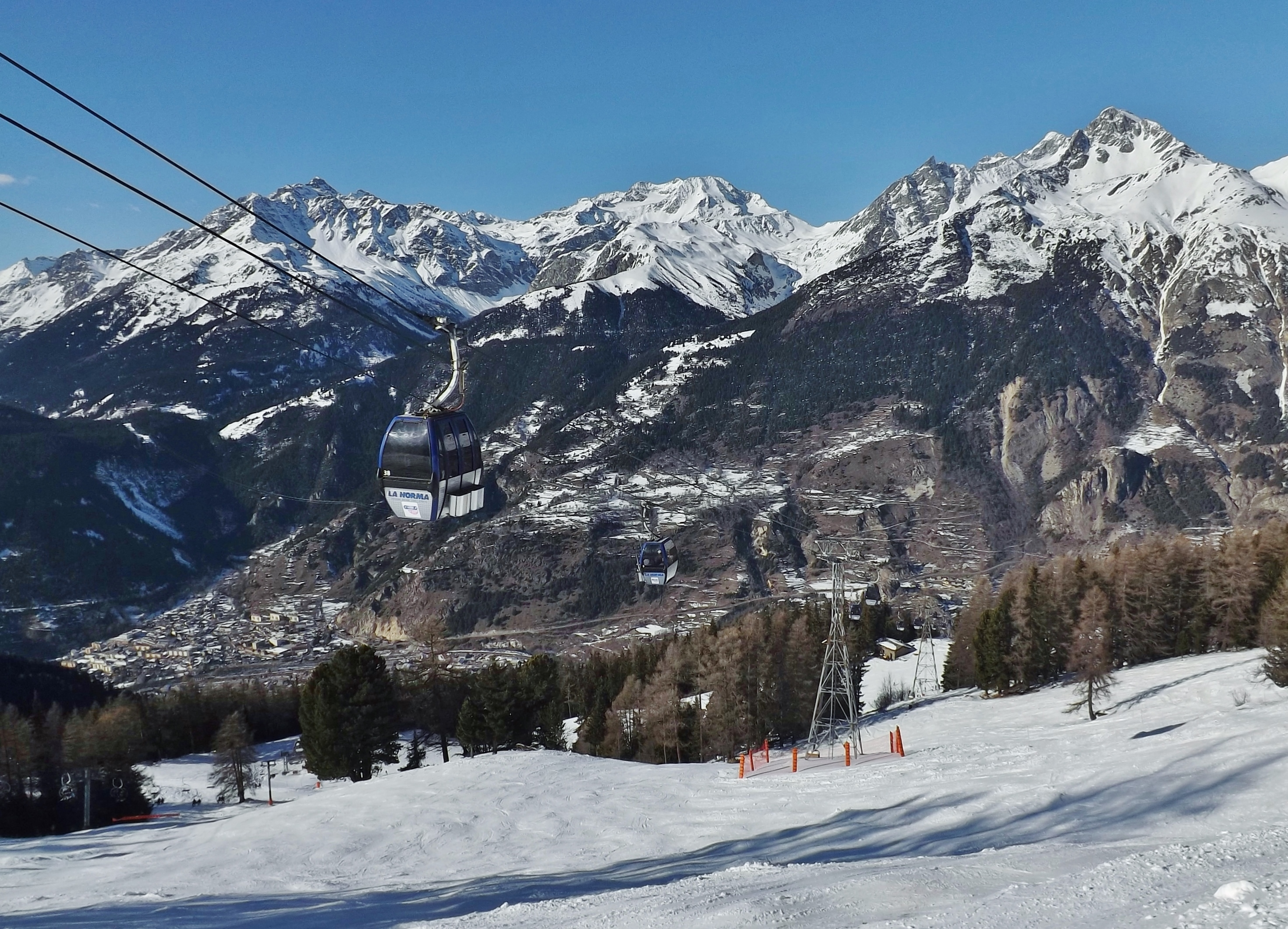
La station à l'arrivée de la télécabine, avec Modane visible à gauche.

La station abrite 2 chapelles chrétiennes : la chapelle Saint-Félix, près du village, et la chapelle Sainte-Anne, vers 1 800 m d'altitude, reconstruite dans les années 1970 après la destruction de celle qui avait permis la construction du barrage du Mont-Cenis.
En outre, le symposium de sculpture organisé chaque année, pendant près de 10 ans, a permis de doter la station de nombreuses sculptures modernes réalisées par des artistes venus du monde entier. Ces sculptures sont placées dans la station, le long de la route d'accès et sur le GR du chemin du petit bonheur.